# 罗湖区
罗湖区是中国广东省深圳市下辖的一个市辖区，是原深圳经济特区内的四区之一。南面隔深圳河与香港的新界北區相望，其他三面与福田区、龙华区、龙岗区、盐田区相邻，往香港的一条重要的鐵路过境通道罗湖口岸、陸路過境通道文錦渡口岸及位於東部羅沙路上的蓮塘口岸均位于本区，區人民政府駐文錦中路1008號。
羅湖區是深圳經濟特區最早開發的城區，是深圳中央商務區重要組成部分，先後獲得全國和諧社區建設示範區、全國文化先進區等榮譽稱號。

## 地理
罗湖区属于丘陵地带，被较多低矮的山坡包围。现在罗湖区内田贝、太安、布心、东湖等地有几条路的因丘陵影响道路的两侧高度有明显不同，其实有一些小山在建市之初为了建设需要挖平了。有指罗湖一名并非指区内有一名叫“罗湖”的湖泊，而是古南越话中，“罗湖”指低矮的小山，意指罗湖区附近一带较多低矮的丘陵地貌。深圳市最高的山峰梧桐山（944米）位於羅湖區。羅湖區內有東湖、洪湖、仙湖等湖泊，現在周圍都設了公園，供人遊覽。深圳水庫是供應深港兩地用水的重要水庫。羅湖區面積78.75平方公里，設10個街道辦事處。西側以紅嶺路與福田區分界，東側以梧桐山與鹽田區交界，南侧以深圳河为界与香港北区隔河相望，北側界限為龙岗区邊界。

## 历史

### 地名起源
“罗湖”一名，最早出现于罗湖村村名。其来源又有三种说法，说法一是因为罗湖村地势低洼，与罗溪（深圳河）相通，湖塘众多，民俗以水为“财”、谓之“罗湖”、寓意广罗多方资财。说法二是罗湖自古有“五水归湖”之说，一下大雨，莲塘河、沙湾河、洪湖、银湖和香港上水的水一齐汇流到这里，致水深齐腰，如一大湖，雨停天晴后，湖水又很快泄走，人们戏称是箩筐装湖水，故名罗湖。说法三是“罗”字源于古越语，是古壮侗语对山的称呼，带有“罗”字的山名是古代百越族人的遗留，罗湖之意即一山耸立在湖塘众多的水泽之地。

### 行政沿革
罗湖区旧称宝安县“深圳镇”，得名于現今東門一帶旧称“深圳圩”的范围。深圳镇大约管辖现今罗湖区范围内。廣九鐵路開通後，於此地設立深圳站。1953年，寶安縣政府考慮到深圳墟連接廣九鐵路，交通便利，便將寶安縣城從南頭搬到深圳墟，逐漸成為彼鄰香港的商業中心。
1979年3月改革开放，寶安縣改制取名深圳市，而深圳镇于1979年10月改制成立罗湖区，取其附近罗湖口岸附近的罗湖村的“罗湖”为名，管辖当时的福田、附城2个公社和深圳镇。是当时深圳最早成立的區。
1982年1月，设立罗湖行政区，辖整个深圳经济特区。同年撤销深圳镇改设人民路、和平路2个街道。
1983年6月，深圳市把经济特区划分为罗湖、上步、南头、沙头角4个管理区，其中罗湖管辖附城公社和人民路、和平路2个街道。到当年底，和平路、人民路更名为桂园、蛟湖街道，撤销附城公社改为笋岗、南湖、黄贝、翠竹4个街道。
1990年1月，原罗湖管理区、沙头角管理区合并组建新的罗湖区。
1997年11月，沙头角、盐田和梅沙的镇区從羅湖區分出，建立鹽田區，確立了現在的罗湖区管轄範圍。
1998年增设东湖、莲塘2个街道。1999年蛟湖更名为东门街道。2003年增设东晓、清水河2个街道。

## 行政區劃
下辖黄贝街道、南湖街道、桂园街道、东门街道、笋岗街道、清水河街道、翠竹街道、东晓街道、东湖街道、莲塘街道10个街道。

## 人口
根據第七次全国人口普查數據，截至2020年11月1日零時，羅湖區常住人口114.38萬人。
根据2010年（11月1日零时）第六次人口普查结果，罗湖区常住人口923,423人，其中男性465,533人，女性人口为457,890人，男女性别比例为102比100。按年龄段分类，0—14岁人口为109,078人，占11.81%；15—64岁人口为786,800人，占85.21%；65岁及以上人口为27545人，占2.98%。按民族划分，汉族人口907,754人，占98.30%；各少数民族人口156,69人，占1.70%。按受教育程度划分，具有大学程度的人口为212,323人，占22.99%；具有高中（含中专）程度的人口为267,142人，占28.93%；具有初中程度的人口为291,676人，占31.59%；具有小学程度的人口为93,407人，占10.12%。文盲人口（15岁及以上不识字的人）为5,258人，文盲率0.57%。这次普查，接受普查登记的境外人员有33,227人，以香港居民为主，达到29,830人，占境外人员的89.78%。
| 罗湖区2010年第六次人口普查常住人口分布 （单位/人；密度/每平方公里·人） |         |        |       |
| 地区                                                                   | 人口    | 密度   | 比重  |
| 全区总计                                                               | 923,423 | 11,726 | 100   |
| 黄贝街道                                                               | 111,374 | 14,850 | 12.06 |
| 南湖街道                                                               | 90,301  | 34,335 | 9.78  |
| 桂园街道                                                               | 82,107  | 35,699 | 8.89  |
| 东门街道                                                               | 90,927  | 43,926 | 9.85  |
| 笋岗街道                                                               | 63,104  | 18,238 | 6.83  |
| 清水河街道                                                             | 100,288 | 7,358  | 10.86 |
| 翠竹街道                                                               | 115,237 | 33,402 | 12.48 |
| 东晓街道                                                               | 103,113 | 29,630 | 11.17 |
| 东湖街道                                                               | 83,065  | 2,860  | 9.00  |
| 莲塘街道                                                               | 83,907  | 7,769  | 9.09  |
| 境外人员                                                               | 33,227  |        | 100   |
| 香港                                                                   | 29,830  |        | 89.78 |
| 澳门                                                                   | 157     |        | 0.47  |
| 台湾                                                                   | 1,087   |        | 3.27  |
| 外籍人员                                                               | 2153    |        | 6.48  |

## 功能组团

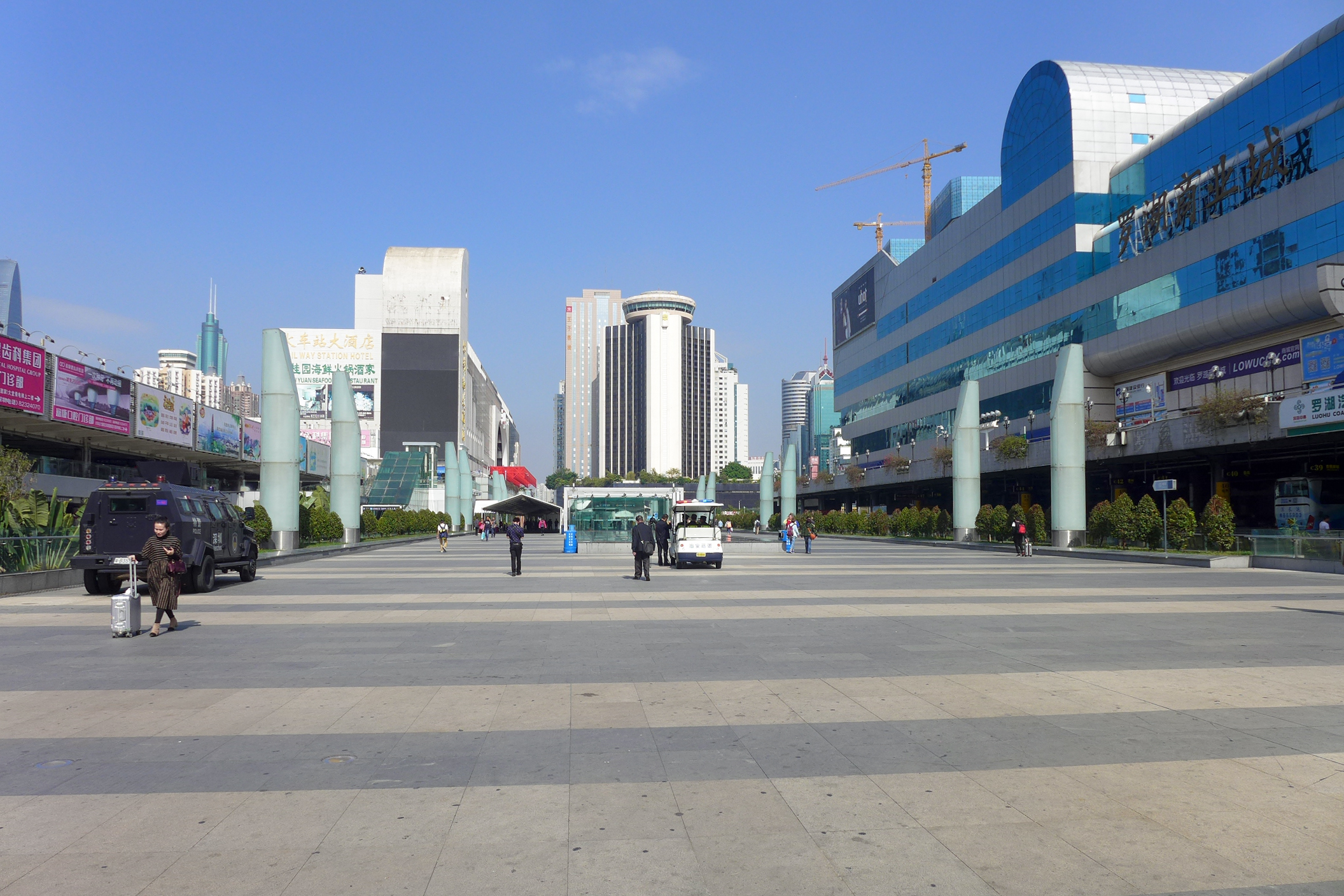
深圳火车站外的廣場

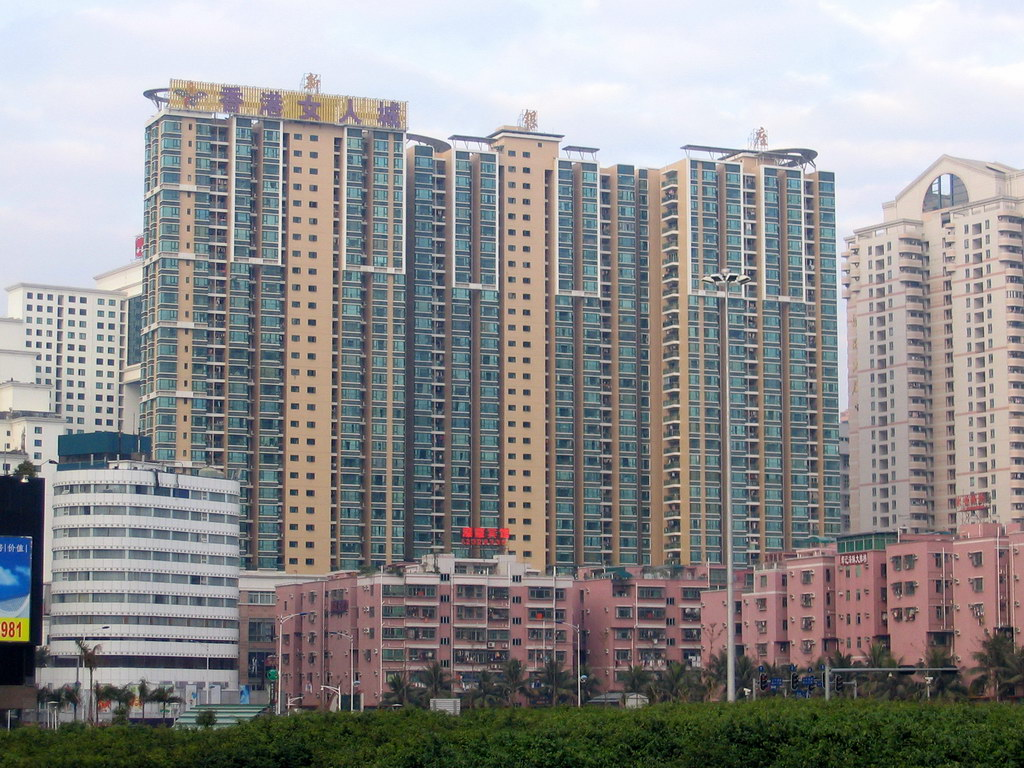
罗湖区住宅建筑物

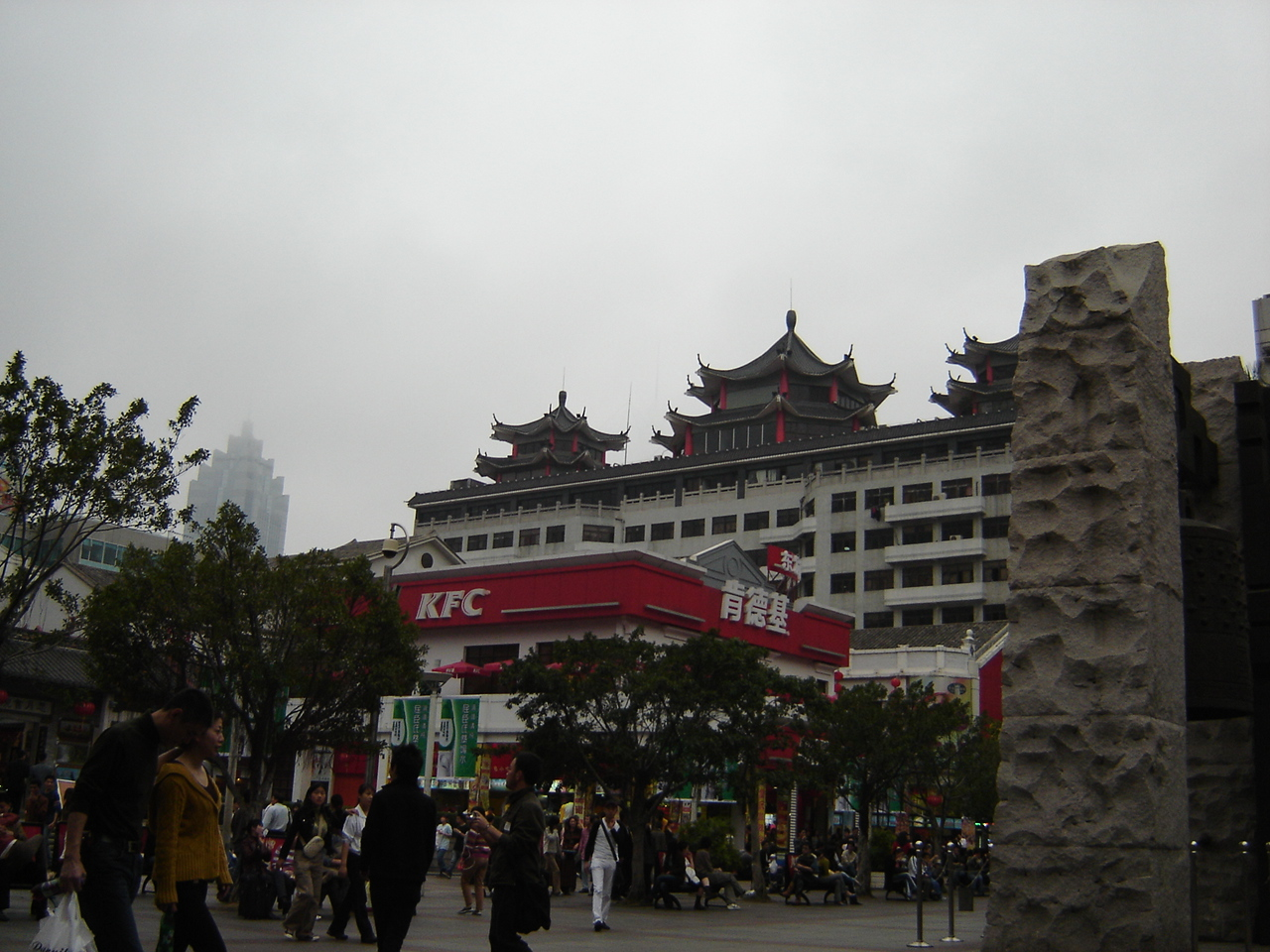
近东门文化廣場的黃昏街景

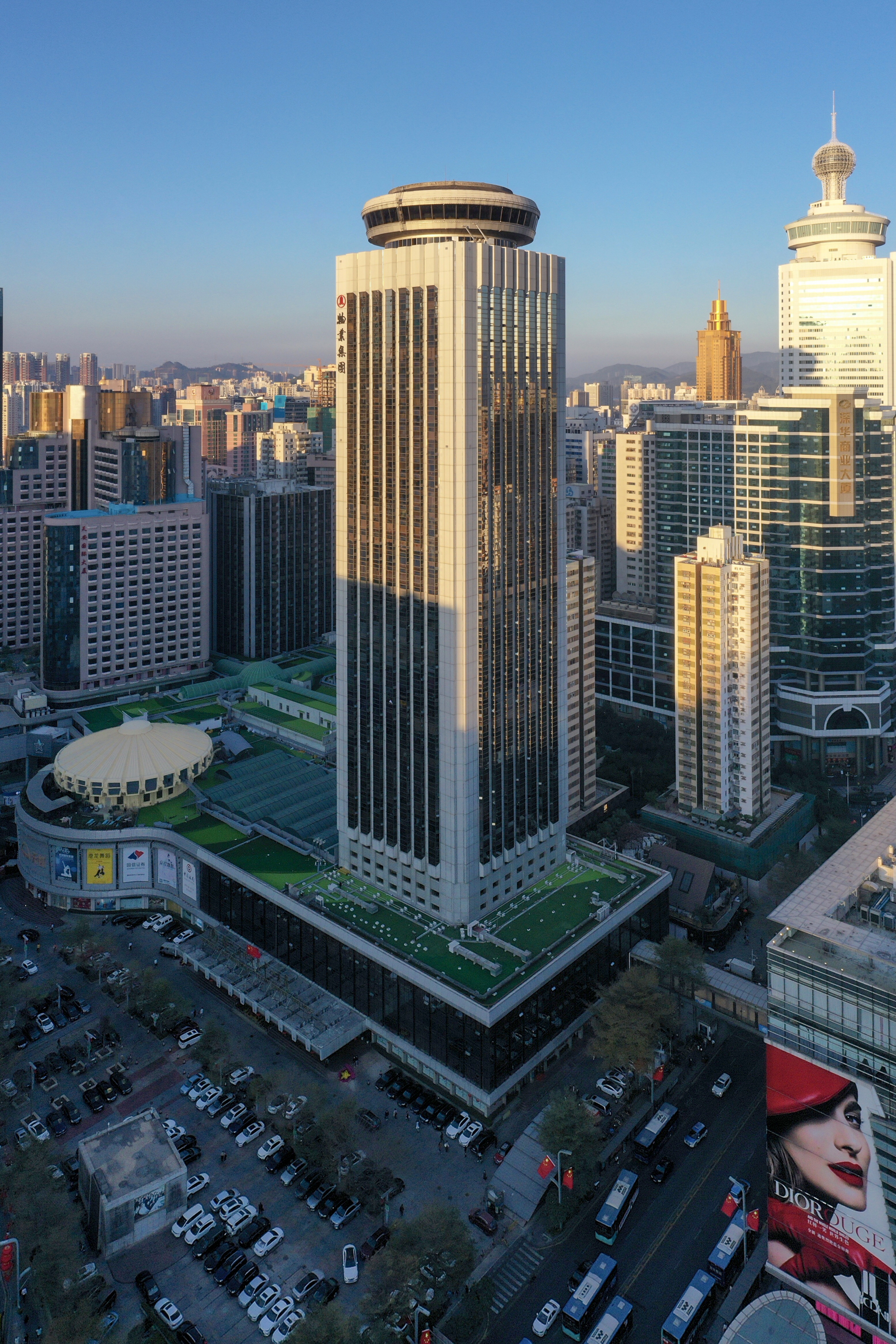
深圳国贸大厦

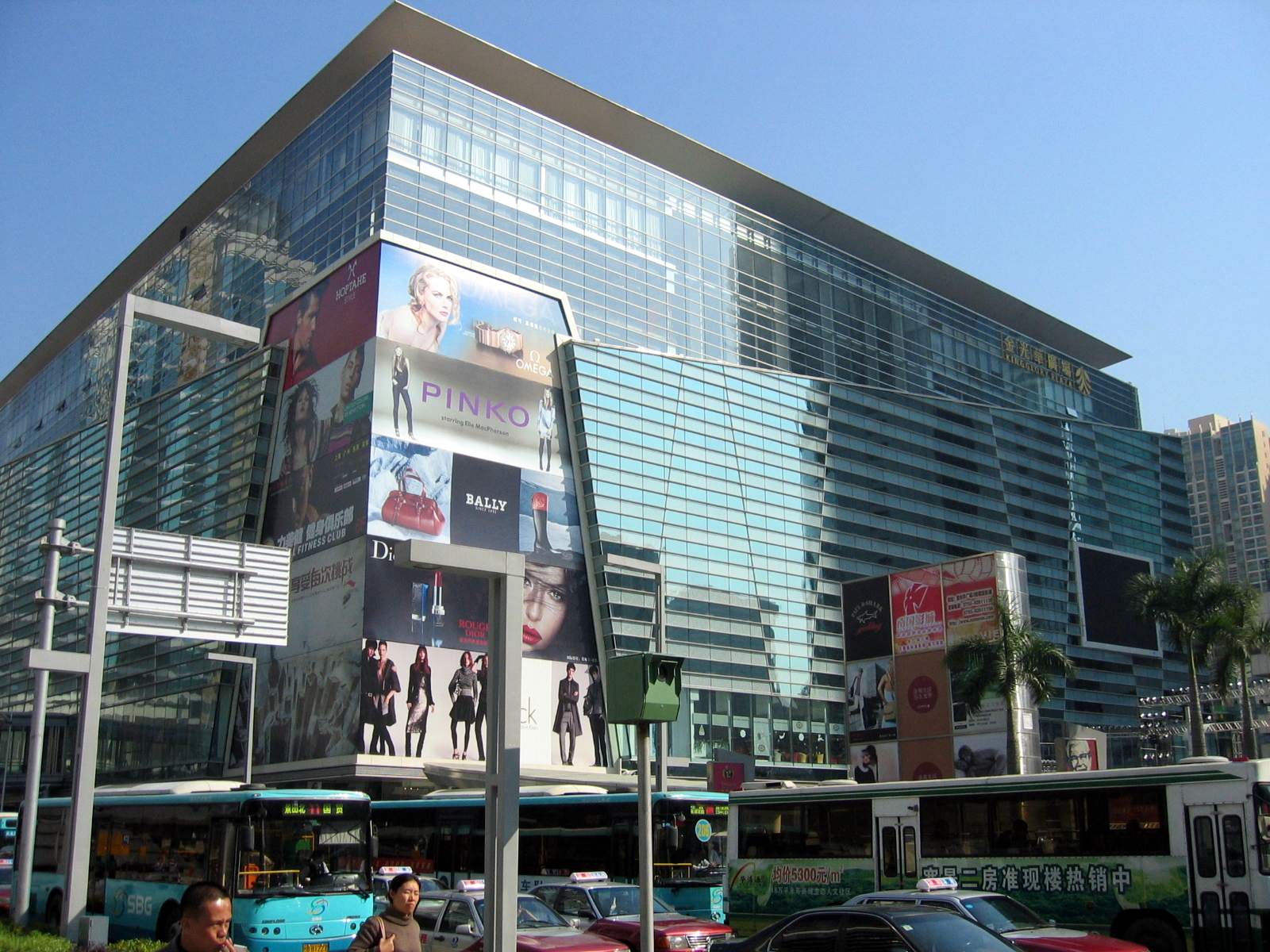
金光華廣場

### 住宅区
罗湖区是深圳市最早开发的区，住宅区的分布没有统一的规划。区内各个年代建成的楼群互相交错，这是因为新开发的小区往往都不顾及周围的环境。1980年代的住宅楼一般只有4-6层高，有一点商业功能就可以叫“大厦”了；而随着土地的逐渐被开发，2000年後建成的小区樓高一般有15-30层，而且无一例外的，住宅楼的低层作为商铺出租。2003年，罗湖区开始解决城市发展过程中的一些遗留问题，进行了改造城中村、全面接管二线关插花地等行动。罗湖区的大型住宅区有錦上花家園、百仕达花园等。

### 商业区
罗湖区有三个主要的商圈：东门商圈、人民南商圈、地王商圈。

#### 东门商圈
東門一带是原来深圳镇的所在，有大约300年的历史，因此这一带又被称为“老街”(地鐵取其名)。长期以来，东门一直就是深圳（及其前身宝安县）最主要的商业区之一。1999年，商业区经过复古风格的改造之后，定为步行街。中心广场有铜浮雕“老东门墟市图”，反映清朝末年至民國初期的繁華。东门商圈主要销售中低档商品，有各具特色的小店铺云集。市内几家大型连锁百货商店（茂业、天虹商场等）也进驻此地；但这里有不少饭店(酒店)，吃喝購物的地方也可不少，尤其集中在東門商業步行街。深圳地铁的老街站亦在這裡。

#### 人民南商圈
因地理上以人民南路為中轴线而得名。又因创造了“深圳速度”的深圳国贸大厦在此范围内，所以又叫“国贸商圈”。处于罗湖中心地带，鄰近羅湖火车站以北，及東門商業區以南。深圳地铁的國貿站、人民南站亦在此商圈內。由于临近罗湖口岸，很多到深的香港人在此消费。这里消费水平偏高，高级商场金光華廣場和大饭店均建於此。比较著名的五星级酒店有彭年酒店和阳光酒店，二者只有一路相隔。 另外還有已經在深圳證券交易所上市的新都酒店。2006年，深圳市对人民南商圈进行整治，美化了街景和灯光，设立了一处文化广场，并建起一条从南到北贯穿商圈、直达东门步行街的二层商业连廊，将沿线的各个商城连接起来。這裡也有多家百貨公司如天虹百貨、茂業百貨、吉之島超市等。

#### 地王商圈
此商圈的主要部分是地王大厦，此楼高70层，384米，曾是深圳第一高楼。到了2011年，京基100落成後，以441.28米成為深圳的最高建筑（現被平安金融中心取代）。該處亦設多個大型商場，包括2004年落成的大型购物中心深圳万象城。
实际上现在随着深圳市中心的西移，这个商圈的影响力已开始减弱。但因为深圳书城和深圳大剧院就坐落在地王大厦附近，来往的人流没有减少，惟其作為商圈的功能則開始逐漸轉變。深圳地铁大劇院站亦在本商圈。此外，深圳证券交易所和前平安銀行总部（即平安銀行大廈）也在此商圈内。

### 工业区
罗湖的工业区主要集中在远离中心区的边界地带，以制造业为主，模式与周围其它地区的民营工厂并无差别。既远离商业区又靠近铁道的地方会建起物流园区（就是仓库区），如以笋岗站（旧称深圳北站）为依托建立起的笋岗-清水河物流园区。随着城市的扩张，这些工业区逐渐被住宅区所包围。

## 公共设施

### 水资源
罗湖区主要的水库有深圳水库。

### 教育
罗湖区主要的高中有深圳市第二实验学校、深圳中学、翠园中学、罗湖高级中学、罗湖外语学校、深圳市美术学校、深圳市行知职业技术学校、奥斯翰外语学校。
此外，罗湖区还创办了翠园教育集团、罗外教育集团、螺岭教育集团、翠竹教育集团、翠北教育集团、锦田教育集团、翠园东晓教育集团、莲南教育集团、桂园教育集团、罗湖未来教育集团、罗湖区教科院实验教育集团等11个基础教育集团。

### 医疗
罗湖区主要的公立医院有深圳市人民医院（留医部、门诊部）、深圳市中医院（针灸医院、科教中心）、深圳市康宁医院（罗湖院区）、深圳市口腔医院、深圳市职业病防治院、深圳市慢性病防治中心、罗湖区人民医院、罗湖区中医院、罗湖区妇幼保健院、深圳平乐骨伤科医院（罗湖院区）、深圳出入境边防检查总站医院、南方医科大学深圳口腔医院等，并在罗湖区设立了深圳市罗湖医院集团。

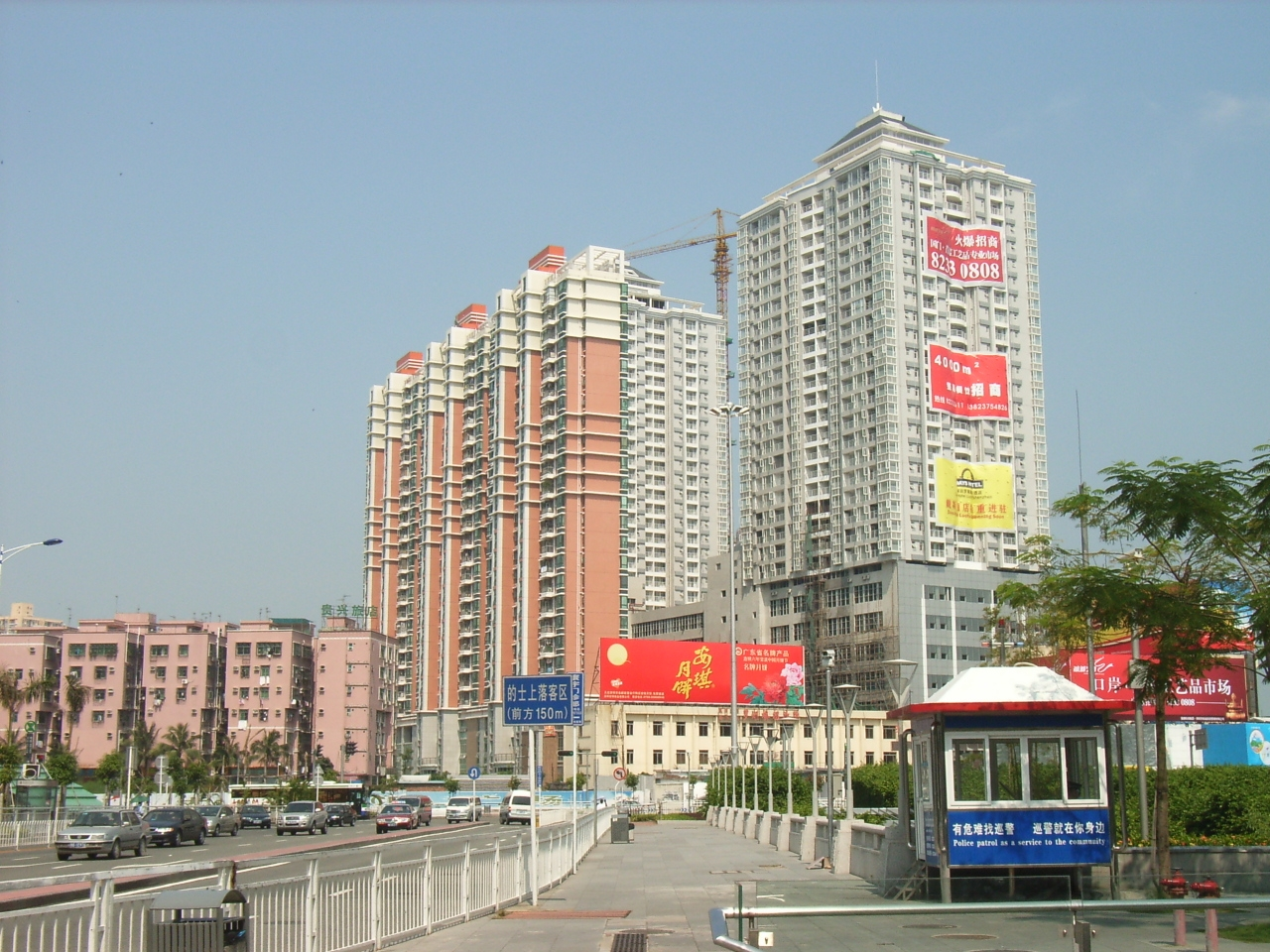
羅湖建設路，右方為鷗洲廣場（雙城世紀大廈）

### 交通
罗湖区主要干道有人民南路、沿河南路、深南东路、东门南路、文锦路、春风路、船步路、濱河大道、泥岗路、罗沙公路等。

#### 地铁
罗湖区有深圳地铁█1号线、█2号线、█3号线、█5号线、█6号线、█7号线、█8号线、█9号线和█14号线，興建中的█5号线西延段和█11号线东延段亦會在罗湖區設站。
█1号线的车站有罗湖站、国贸站、老街站、大剧院站
█2号线、█8号线的车站有大剧院站、湖贝站、黄贝岭站、新秀站、莲塘口岸站、仙湖路站、莲塘站、梧桐山南站
█3号线的车站有老街站、晒布站、翠竹站、田贝站、水贝站、草埔站
█5号线的车站有布心站、太安站、怡景站、黄贝岭站
█6号线的车站有银湖站
█7号线的车站有红岭北站、笋岗站、洪湖站、田贝站、太安站
█9号线的车站有银湖站、泥岗站、红岭北站、园岭站、红岭站、红岭南站、鹿丹村站、人民南站、向西村站、文锦站

█14号线的车站有羅湖北站

#### 铁路
广深铁路的深圳站在罗湖区内。

## 参看
- 深圳
- 香港罗湖
- 罗湖口岸
- 蓮塘口岸

## 资料来源
1. ↑  国务院第七次全国人口普查领导小组办公室. . 北京市: 中国统计出版社. 2022-07. ISBN 978-7-5037-9772-9. Wikidata Q130368174 （中文）.
2. 1 2 3
3. ↑  . 香港商報網. 香港商報. 2020-08-31  [2025-07-24].
4. ↑  . 深圳市罗湖区人民政府. 2012-01-06  [2025-07-24].
5. 1 2  2010年第六次人口普查数据来源于 《深圳市罗湖区2010年第六次全国人口普查主要数据公报》 的存檔，存档日期2014-02-01.